# روگاچه
روگاچه (به لهستانی:  Rogacze) یک روستا در لهستان است که در گمینا میلیچتسه واقع شده‌است.